# Thorakites
I Thorakites (plurale: Thorakitai) erano un corpo militare simile ai thureophoroi. La traduzione letterale del termine è corazzieri, il che suggerisce che essi possono avere indossato un maglia celtica o, eventualmente, un thorax.

## Funzione tattica
I Thorakitai vennero utilizzati in eserciti del periodo ellenistico in una varietà di situazioni tattiche. Erano un tipo di fanteria corazzata, ma mobile che non aveva bisogno di una formazione rigida per essere efficace in combattimento. Dal loro nome si può dedurre che la maggior parte indossava corazza ed elmo. Portavano un thureos (o thyreos), uno scudo oblungo, ed erano armati di spada, giavellotti e lancia, che venivano utilizzati secondo il loro uso tattico. Sembra che i thorakitai non fossero altro che la versione dei thureophoroi pesantemente corazzata, in grado di sopportare le lance e affrontare la battaglia inseriti in una formazione a falange oppure in schieramento irregolare e attaccare il nemico in situazioni in cui era necessario il loro apporto e vi era l'esigenza di sfruttare o sfidare terreni accidentati.

## Storia
I Thorakitai sono menzionati nell'esercito della Lega achea e vennero impiegati nell'esercito seleucide. I Thorakitai seleucidi furono utilizzati nella presa di Elburz nel 210 a.C. sotto Antioco III. Furono impiegati con le truppe più leggere per scalare le scogliere e ingaggiare la battaglia corpo a corpo con il nemico che potrebbe non essere stato sconfitto dalle truppe più leggere nell'assalto. In una illustrazione di una tomba nella necropoli di Sidone si può osservare quello che potrebbe essere un thorakites. L'iscrizione frammentaria indica che era un anatolico.